# Morophagoides
Morophagoides is een geslacht van vlinders van de familie echte motten (Tineidae).

## Soorten
- M. berkeleyella (Powell, 1967)
- M. burkerella (Busck, 1904)
- M. iranensis Petersen, 1960
- M. iulina (Walsingham, 1914)
- M. montium (Walsingham, 1914)
- M. moriutii Robinson, 1986
- M. nimbiferum Robinson, 1986
- M. pythium Robinson, 1986
- M. ussuriensis (Caradja, 1920)